# L. Taylor Hansen
Pour les articles homonymes, voir Hansen.

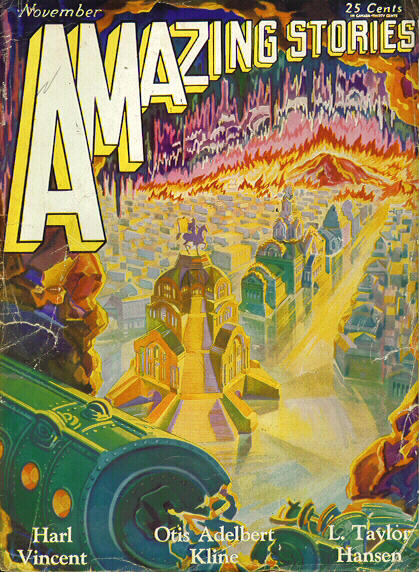
The Undersea Tube de Hansen, sa première histoire publiée, a fait la couverture du numéro de novembre 1929 d' Amazing Stories

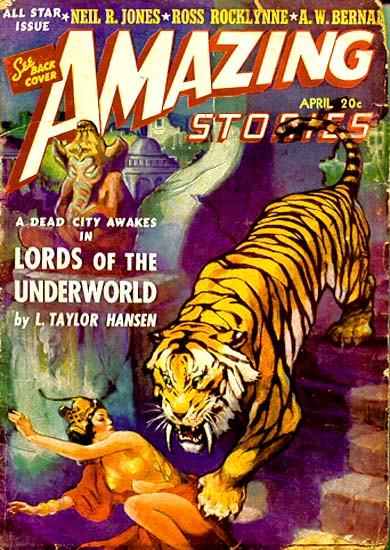
La nouvelle de Hansen Lords of the Underworld était la couverture du numéro d'avril 1941 de Amazing Stories

Lucile Taylor Hansen, née le 30 novembre 1897 dans le Nebraska et morte en mai 1976 à Phoenix en Arizona, est une écrivaine américaine d'articles et de livres de science-fiction et de vulgarisation scientifique qui a utilisé un alias masculin au début de sa carrière. Elle est l'autrice de huit nouvelles, de près de soixante articles de non-fiction vulgarisant l'anthropologie et la géologie, et de trois livres de non-fiction.

## Biographie
Une esquisse autobiographique de L. Taylor Hansen commence par son souvenir d'être restée avec ses parents dans un fort abandonné après les «guerres indiennes». En 1919, écrit-elle, elle a été initiée dans une tribu Ojibwe après avoir suggéré à la tribu de ne pas tuer le médecin de l'agence, mais plutôt de protester contre sa nomination auprès des administrateurs de Washington. Elle démarre alors le projet qu'elle poursuit toute sa vie pour étudier les légendes autochtones d'Amérique.
Elle suit des cours à l'Université de Californie à Los Angeles dans les années 1920 mais n'obtient de diplôme,.

## Science
À partir du numéro de septembre 1941 d'Amazing, L. Taylor Hansen écrit Scientific Mysteries, une chronique régulière d'articles de non-fiction qui se poursuivit jusqu'en 1948. Combiné avec ses autres articles de non-fiction, elle a écrit près de soixante articles au cours de cette période, apparaissant de cinq à douze fois par an. Son premier article reprend les travaux de son père concernant la dérive des continents. Elle passe en revue les critiques de la théorie et présente des preuves qui la soutiennent, telles que les continuités géologiques et les espèces homologues qui apparaissent sur différents continents. Elle présente un champ de recherche travaillant  pour que « les voiles du mystère soient repoussés de la bibliothèque qui est le passé ». Hansen attribue à cette série d'articles le début de son enquête sur la façon dont les différentes histoires des Amériques pourraient avoir des origines communes.
L. Taylor Hansen n'a pas hésité à aborder les questions controversées en anthropologie alors que les derniers vestiges du racisme scientifique disparaissent dans les années qui ont précédé la Seconde Guerre mondiale. Un de ses articles de juillet 1942, par exemple, affirme que « les normes de couleur contemporaines sont beaucoup trop superficielles ». Elle souligne que la forme du crâne des Mayas, qui aurait pu venir en soutien de la proposition craniométrique selon laquelle les races diffèrent culturellement en raison de leurs géométries crâniennes distinctives, n'« affecte pas leur intelligence ». Elle rapporte toutefois des découvertes qui ne sont plus crédibles par la suite - comme l'idée que la population de l'Afrique est un type récemment évolué - mais elle est remarquable dans sa suggestion que les Africains ne sont pas primitifs mais plus évolués que les autres types humains.
Plus tard, L. Taylor Hansen commence à prendre des pseudonymes. L'article America's Mysterious Race of Indian Giants est paru dans le numéro de décembre 1946 d'Amazin , et bien que le style d'écriture soit reconnaissable comme celui du chroniqueur L. Taylor Hansen, il a été attribué à Chief Sequoyah. Une deuxième histoire du chef Sequoyah, Spirit of the Serpent God, est parue dans le numéro de juin 1948 d' Amazing. L'histoire The Fire-Trail, attribuée à un certain Navaho Oge-Make, est parue dans le numéro de janvier 1948 d'Amazing. Elle a également attribué une deuxième histoire à Oge-Make, Tribal Memories of the Flying Saucers, qui est apparue dans un autre magazine édité par Palmer, Fate, dans le numéro de septembre 1949.
Alors qu'elle terminait son enquête sur les légendes autochtones, Hansen  publie trois livres de non-fiction. Le premier, Some Considerations of and Additions to the Taylor-Wegener Hypothesis of Continental Displacement (1946), détaille l'élaboration de la théorie de la dérive des continents proposée par Frank Bursley Taylor. Son deuxième livre, He Walked the Americas (1963), est une taxonomie fréquemment citée de légendes autochtones faisant état d'un prophète à la peau claire. Son dernier livre, The Ancient Atlantic (1969), examine la culture et la géographie de l'océan Atlantique et aborde la légende de l' Atlantide.
L. Taylor Hansen a écrit le livre He Walked the Americas en 1963. Dans cet ouvrage tiré des légendes autochtones, le folklore et la mythologie indiquent qu'un prophète blanc aurait visité de nombreuses régions différentes de l'Amérique. Certains mormons ont utilisé ce livre comme preuve à l'appui du Livre de Mormon, qui décrit le christianisme pratiqué dans les Amériques anciennes, y compris une visite de Jésus-Christ ressuscité,,,,.

## Science fiction

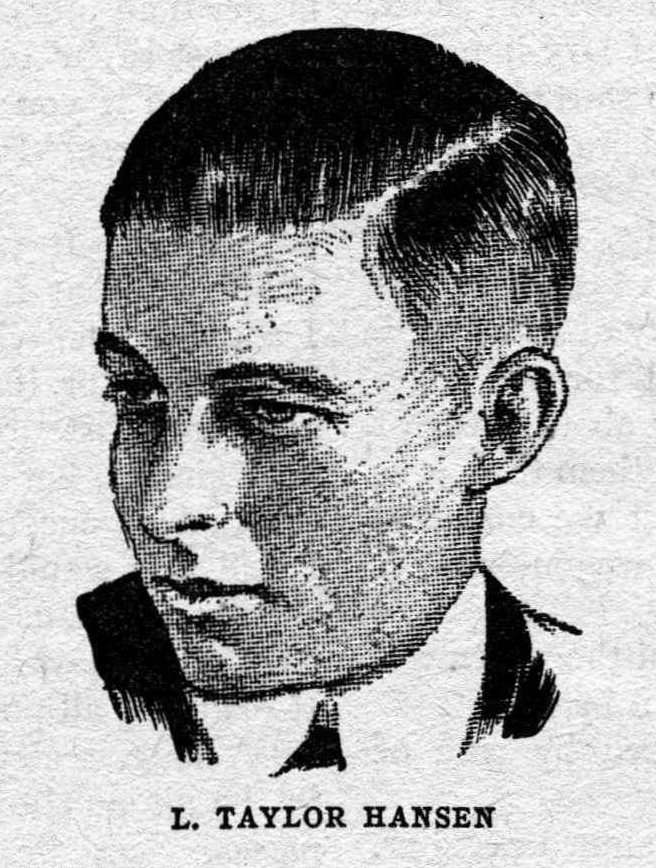
L'image utilisée pour dissimuler le genre de Hansen dans Wonder Stories en 1930

Bien que la carrière de science-fiction de Hansen ait été brève, L. Taylor Hansen a été l'une des premières femmes dans un genre dominé par des auteurs masculins. Sa première histoire, What the Sodium Lines Revealed, est parue dans Amazing Stories Quarterly de Hugo Gernsback dans le numéro d'hiver 1929. Cette histoire, bien qu'une aventure de l'ère Gernsback, repose sur des idées scientifiques en ce sens qu'un message est détecté dans un spectrographe par un astronome amateur. Cette même année, sa deuxième histoire The Undersea Tube, détaille une civilisation souterraine qui est découverte lors du développement d'un train de banlieue pneumatique entre New York et Liverpool.
Eric Leif Davin affirme que  parmi les femmes des premiers magazines de science-fiction, seule L. Taylor Hansen semble avoir caché son genre. Une illustration d'un jeune homme, prétendument Hansen, est apparue avec la cinquième histoire de Hansen, La ville sur le nuage. Hansen a poursuivi le subterfuge en affirmant au téléphone à un fan de Forrest J. Ackerman qu'elle n'était pas l'auteur de ses histoires mais qu'elle les traitait pour son frère. Jane Donawerth suggère que la création par Hansen d'un frère masculin voyageant dans le monde était une crise probablement sociale en ce sens qu'elle ne voulait pas contrevenir à  la convention d'un narrateur masculin dans la science-fiction et que son avatar lui permettait de se protéger de la désapprobation sociale.
Cependant, comme le rapporte Davin, les faits relatés de la rencontre entre Ackerman et Hansen sont quelque peu contradictoires. Une lettre de Hansen était intitulée «L. Taylor Hansen se défend» dans le numéro de juillet 1943 d'Amazing Stories, mais Davin affirmant que ce titre est dû au fait  qu'elle était une personne réservée et non parce qu'elle essayait de maintenir sa crédibilité. L'éditeur, Raymond A. Palmer, avait un peu de mal à travailler avec les femmes, comme on en témoigné les nombreuses femmes publiées dans Amazing dans les années 1940.

## Œuvres

### Nouvelles
- (en) What the Sodium Lines Revealed, Amazing Stories, 1929
- (en) The Undersea Tube, Amazing Stories, 1929
- (en) The Man from Space, Amazing Stories, 1930
- (en) The City on the Cloud, Wonder Stories, 1930
- (en) The Prince of Liars, Amazing Stories, 1930
- (en) Lords of the Underworld, Amazing Stories, 1941
- (en) The Ghost Ship of Aztlan, Startling Stories, 1942
- (en) The Fire Trail, Fantastic Adventures, 1948Sous le nom de Oge-Make.

### Essais
- (en) Some Considerations of and Additions to the Taylor-Wegener Hypothesis of Continental Displacement, 1946
- (en) He Walked the Americas, 1963
- (en) The Ancient Atlantic, 1969